# Mediæval Bæbes

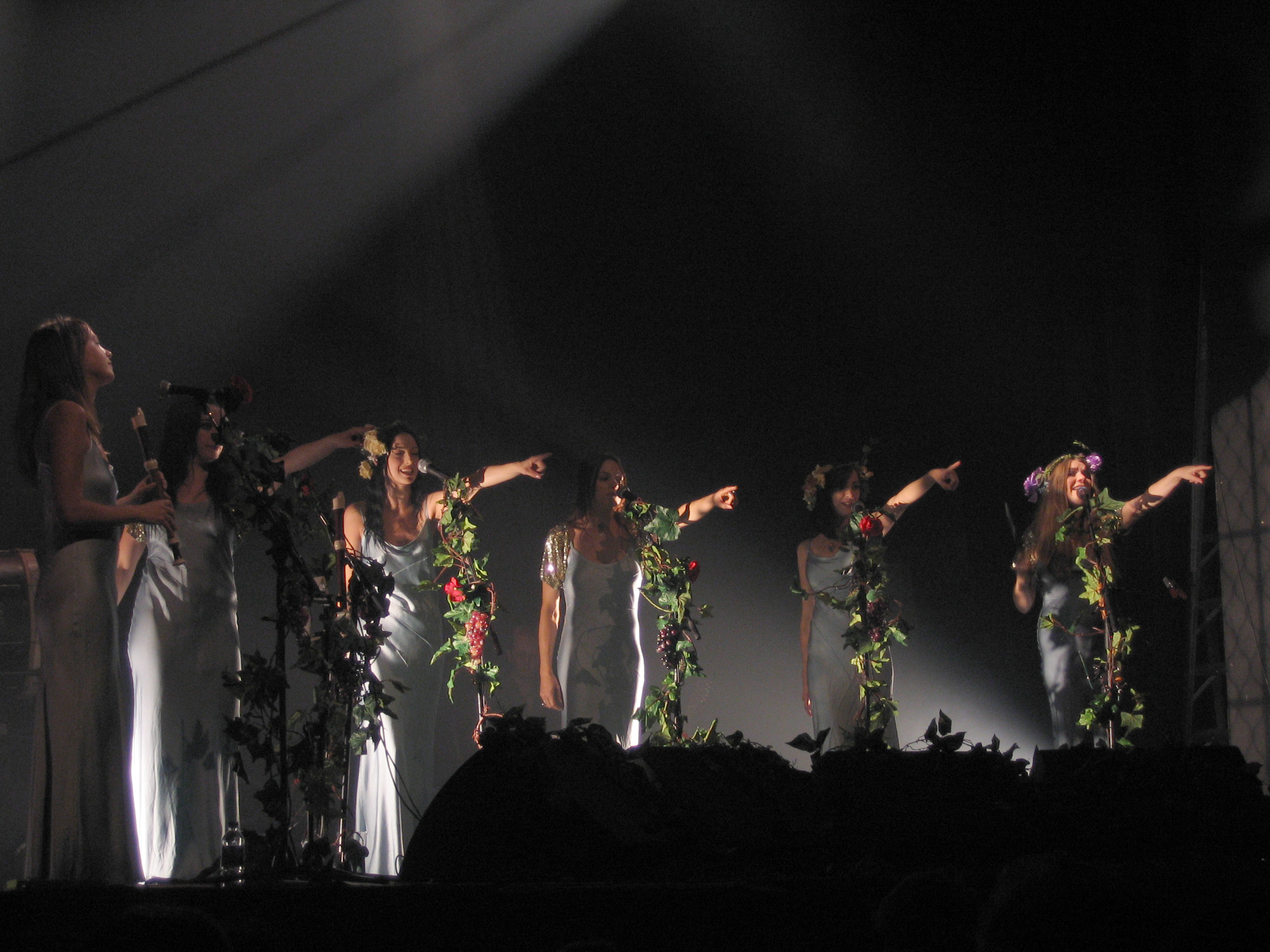
Les Mediæval Bæbes en concert

Mediæval Bæbes est un ensemble vocal anglais, composé exclusivement de membres féminins, fondé en 1997 et interprétant principalement des compositions d'origine médiévale.

## Discographie
- Salva Nos (1997)
- Worldes Blysse (1998)
- The Best of the Mediæval Bæbes (1999)
- Undrentide (2001)
- The Rose (2002)
- Mistletoe and Wine (2003)
- Mirabilis (2005)
- Mediæval Bæbes (DVD, 2006)
- Live (album Live 2006)
- Illumination (2009)
- The Huntress (2012)